# Андріанополь
Андріано́поль (рос. Андрианополь) — село у складі Кваркенського району Оренбурзької області, Росія.

## Населення
Населення — 193 особи (2010; 339 у 2002).
Національний склад (станом на 2002 рік):
- росіяни — 84 %